# Come le tartarughe
Come le tartarughe è un film del 2023 diretto da Monica Dugo, presentato all'interno del progetto Biennale College della 79ª Mostra internazionale d'arte cinematografica di Venezia.

## Distribuzione
Il film è stato distribuito nelle sale cinematografiche italiane da Cloud 9 Film a partire dal 24 agosto 2023.